# Cas Baas (militair)
Casper (Cas) Baas (Middelburg, 6 januari 1928 - Deurne, 11 januari 2007) was een Nederlandse oud-militair van de Koninklijke Luchtmacht. Van 1981 tot 1985 was hij chef van de Luchtmachtstaf en tevens Bevelhebber der Luchtstrijdkrachten van Nederland. 
Baas begon zijn carrière bij de Nederlandse luchtstrijdkrachten in 1948. Na te zijn opgeleid tot jachtvlieger vervulde hij enige jaren de functie van vlieginstructeur. Vervolgens doorliep hij tal van operationele en staffuncties. 
Van mei 1981 tot maart 1985 vervulde hij als chef van de Luchtmachtstaf, tevens bevelhebber der Luchtstrijdkrachten, de positie van hoogste luchtmachtautoriteit in de rang van luitenant-generaal.